# 医師の届出義務
医師法に基づく医師の届出義務（いしのとどけでぎむ）を列挙する。
届出義務が課されている法律には多くが守秘義務違反を問わないことが明記されているが、このような直接的規定のない感染症の予防及び感染症の患者に対する医療に関する法律（感染症法）、食品衛生法、麻薬及び向精神薬取締法などについても、公衆の健康が著しく害されることを防止するため同様であると解される。

## 義務

### 直ちに報告するもの
- 1～5類感染症を診察した場合は、1類の患者・無症状病原体保有者・疑似症患者、2類の患者・無症状病原体保有者・一定の疑似症患者、3類の患者・無症状病原体保有者、4類のうち一定の患者・一定の無症状病原体保有者・5類のうち侵襲性髄膜炎菌感染症、麻疹、風疹、について最寄の保健所長を経て知事に報告する。感染症の予防及び感染症の患者に対する医療に関する法律（以下、感染症法）第12条1項1号、2号、8条1項1（以下根拠条文については「に基づく」を省略して条項名のみとする）。
- 新感染症の疑いがある場合は最寄の保健所長を経て知事に報告する。感染症法第12条1項1号。
- 指定感染症について政令で定められた場合は最寄の保健所長を経て知事に報告する。感染症法第7条1項、2項。
- 食中毒を診察した場合は最寄の保健所長に報告する。食品衛生法第58条。

### すみやかに報告する
麻薬中毒者(麻薬やあへん、大麻などの使用者)であると診察した場合、すみやかに知事に報告する。麻薬及び向精神薬取締法第58条の2。
覚せい剤保持者や中毒者を届け出る義務はないが、明らかな不法行為のため、刑事訴訟法第239条により、官吏・公吏（公務員）は通報する義務を負う。このことから、公立病院の医師には通報義務があるという主張があると同時に、公立病院の医師でも守秘義務が優先されるため通報の義務を負わないという主張もある。
私立病院の場合、髪の毛の提供などを非公式に警察側から依頼されることがあるが、これは裁判所からの令状がない限り行わないほうが無難である。しかし、法律上、患者の頭皮から病院の床に落ちた髪の毛は病院の所有物とみなされるため、提供を行ったとしても法的な問題はないものと考えられている。

### 24時間以内に報告する
- 異状死体を検案した場合は所轄警察署に報告する。医師法第21条。
- 異状死産児（妊娠4月以上）を検案した場合は所轄警察署に報告する。医師法第21条。

### 2日以内に報告する
従来、結核予防法に基づき結核患者を診察した場合には2日以内に最寄の保健所長に報告するものとされていたが、感染症法の改正により結核は二類感染症となり、直ちに報告するものとされた。

### 7日以内に報告する
5類感染症のうち全数把握対象疾患を診察した場合、最寄の保健所長を経て知事に報告する。感染症法第14条。

### 10日以内に届け出る
診療所を開設した場合は知事、一定の地域においては市長または特別区の長に届け出る。医療法第8条、7条1項に基づく。臨床研修等修了医師であれば、許可ではなく届け出でよい。

### 翌月の10日まで
不妊手術をした場合、または人工妊娠中絶をした場合は知事に報告する。母体保護法第25条。

## 任意の届出

### 精神疾患と運転免許
統合失調症、てんかん、再発性失神症状、無自覚姓低血糖、躁鬱病、重度の睡眠障害、認知症またはアルコール、麻薬、大麻、あへんもしくは覚せい剤の中毒者を診察し、その症状が運転免許等の欠格事由に該当するものであり、かつ患者が運転免許または国際運転免許証を受けていると知った場合。公安委員会に届出ることができるが、強制ではない。道路交通法第101条6項。

### 要支援児童
要支援児童等と思われる者、すなわち保護者の養育を支援することが特に必要と認められる児童を把握したときは、当該者の情報をその現在地の市町村に提供するよう努めなければならない。児童福祉法第21条の10の5。医師だけでなく、児童又は妊産婦の医療、福祉又は教育に関連する職務に従事する者も対象。

### DV被害者
配偶者からの暴力（ドメスティックバイオレンス）によって、負傷し又は疾病にかかったと認められる者を発見したとき。配偶者暴力相談支援センター又は警察官に通報することができるが、その者の意思を尊重するよう努めるものとする。配偶者からの暴力の防止及び被害者の保護等に関する法律（DV防止法）第6条。